# Cilodong (plaats)
Cilodong is een bestuurslaag in het regentschap Depok van de provincie West-Java, Indonesië. Cilodong telt 15.797 inwoners (volkstelling 2010).